# آلفونسو مارینا
آلفونسو مارینا (انگلیسی: Alfonso Marina؛ زادهٔ ۱۹۳۰) بازیکن فوتبال اهل ایالات متحده آمریکا است.